# Henry Lopes (1er baron Ludlow)
Henry Charles Lopes (3 octobre 1828 - 25 décembre 1899) est un juge britannique et un homme politique du Parti conservateur.

## Jeunesse et éducation
Ludlow est le fils cadet de Sir Ralph Lopes, 2e baronnet, et l'oncle de Henry Lopes (1er baron Roborough). Il fait ses études au Winchester College et au Balliol College, à Oxford, et est admis au Barreau, à Inner Temple, en 1852.

## Carrière politique et juridique

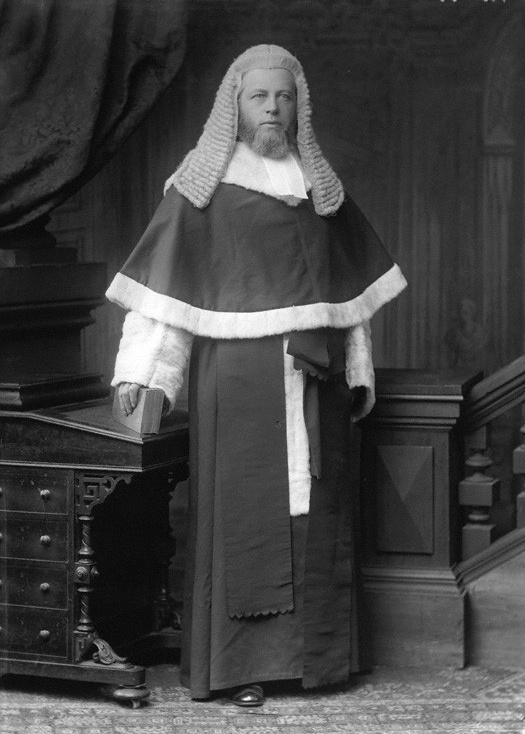
Lord Ludlow

Ludlow siège comme député de Launceston de 1868 à 1874 et de Frome de 1874 à 1876. Il est également enregistreur d'Exeter de 1867 à 1876 et est devenu Conseiller de la reine en 1868.
En 1876, il est nommé juge de la division des plaidoyers communs de la Haute Cour de justice, poste qu'il occupe jusqu'en 1880, puis est lord juge d'appel de 1885 à 1897.
Lopes est fait chevalier en 1876 et admis au Conseil privé en 1885. En 1897, il est élevé à la pairie en tant que baron Ludlow, de Heywood dans le comté de Wiltshire.

## Famille
Lord Ludlow épouse Cordelia Lucy, fille d'Erving Clark, en 1854. Ils ont un fils et cinq filles.
- Hon. Bertha Susan Lopes (décédée le 6 mai 1926), épouse Charles Bathurst (1er vicomte Bledisloe). Ils ont deux fils et une fille.
- Hon. Cordelia Lucy Lopes (décédée le 18 avril 1945). Elle épouse Sir John Alexander Hanham, 9e baronnet. Ils ont deux fils et une fille.
- Hon. Ethel Maud Lopes (décédée le 11 décembre 1943). Célibataire.
- Hon. Ernestine Frances Lopes (décédée le 2 septembre 1938). Célibataire.
- Henry Lopes (2e baron Ludlow) (30 septembre 1865-18 novembre 1922). Marié deux fois, mais décédé sans descendance.
- Hon. Susan Ludlow Cordelia Lopes (v.1881-20 avril 1938), qui épouse Archibald Bunce-Jones. Ils ont une fille.

Cordelia est décédée en 1891. Lord Ludlow lui a survécu pendant huit ans et est décédé en décembre 1899, à l'âge de 71 ans. Son fils unique, Henry lui succède.